# Robinson (Texas)
Robinson ist eine Stadt im McLennan County im US-Bundesstaat Texas in den Vereinigten Staaten. Das U.S. Census Bureau hat bei der Volkszählung 2020 eine Einwohnerzahl von 12.443 ermittelt.

## Geographie
Die Stadt liegt zehn Kilometer südlich von Waco am Highway 77, nahezu zentral im McLennan County und hat eine Gesamtfläche von 81,7 km².

## Demografische Daten
Nach der Volkszählung im Jahr 2000 lebten hier 7.845 Menschen in 2.828 Haushalten und 2.330 Familien. Die Bevölkerungsdichte betrug 96,0 Einwohner pro km². Ethnisch betrachtet setzte sich die Bevölkerung zusammen aus 91,75 % weißer Bevölkerung, 2,09 % Afroamerikanern, 0,38 % amerikanischen Ureinwohnern, 0,48 % Asiaten, 0,01 % Bewohnern aus dem pazifischen Inselraum und 4,27 % aus anderen ethnischen Gruppen. Etwa 1,01 % waren gemischter Abstammung und 9,00 % der Bevölkerung waren spanischer oder lateinamerikanischer Abstammung.
Von den 2.828 Haushalten hatten 37,3 % Kinder unter 18 Jahre, die im Haushalt lebten. 70,2 % davon waren verheiratete, zusammenlebende Paare. 9,6 % waren allein erziehende Mütter und 17,6 % waren keine Familien. 15,4 % aller Haushalte waren Singlehaushalte und in 8,2 % lebten Menschen, die 65 Jahre oder älter waren. Die Durchschnittshaushaltsgröße betrug 2,77 und die durchschnittliche Größe einer Familie belief sich auf 3,07 Personen.
26,5 % der Bevölkerung waren unter 18 Jahre alt, 6,7 % von 18 bis 24, 26,6 % von 25 bis 44, 25,9 % von 45 bis 64, und 14,4 % die 65 Jahre oder älter waren. Das Durchschnittsalter war 39 Jahre. Auf 100 weibliche Personen aller Altersgruppen kamen 94,0 männliche Personen. Auf 100 Frauen im Alter von 18 Jahren und darüber kamen 91,1 Männer.
Das jährliche Durchschnittseinkommen eines Haushalts betrug 49.404 US-Dollar (USD), das Durchschnittseinkommen einer Familie 51.953 USD. Männer hatten ein Durchschnittseinkommen von 35.718 USD gegenüber den Frauen mit 23.623 USD. Das Prokopfeinkommen betrug 21.680 USD. 4,4 % der Bevölkerung und 3,6 % der Familien lebten unterhalb der Armutsgrenze. Davon waren 4,0 % Kinder und Jugendliche unter 18 Jahren und 6,6 % waren 65 oder älter.